# Памашсола (Совєтський район)
Памашсо́ла (рос. Памашсола, марій. Памашсола) — присілок у складі Совєтського району Марій Ел, Росія. Входить до складу Ронгинського сільського поселення.
Стара назва — Помашсола.

## Населення
Населення — 1 особа (2010; 1 у 2002).
Національний склад (станом на 2002 рік):
- марі — 100 %